# Географія Нідерландів

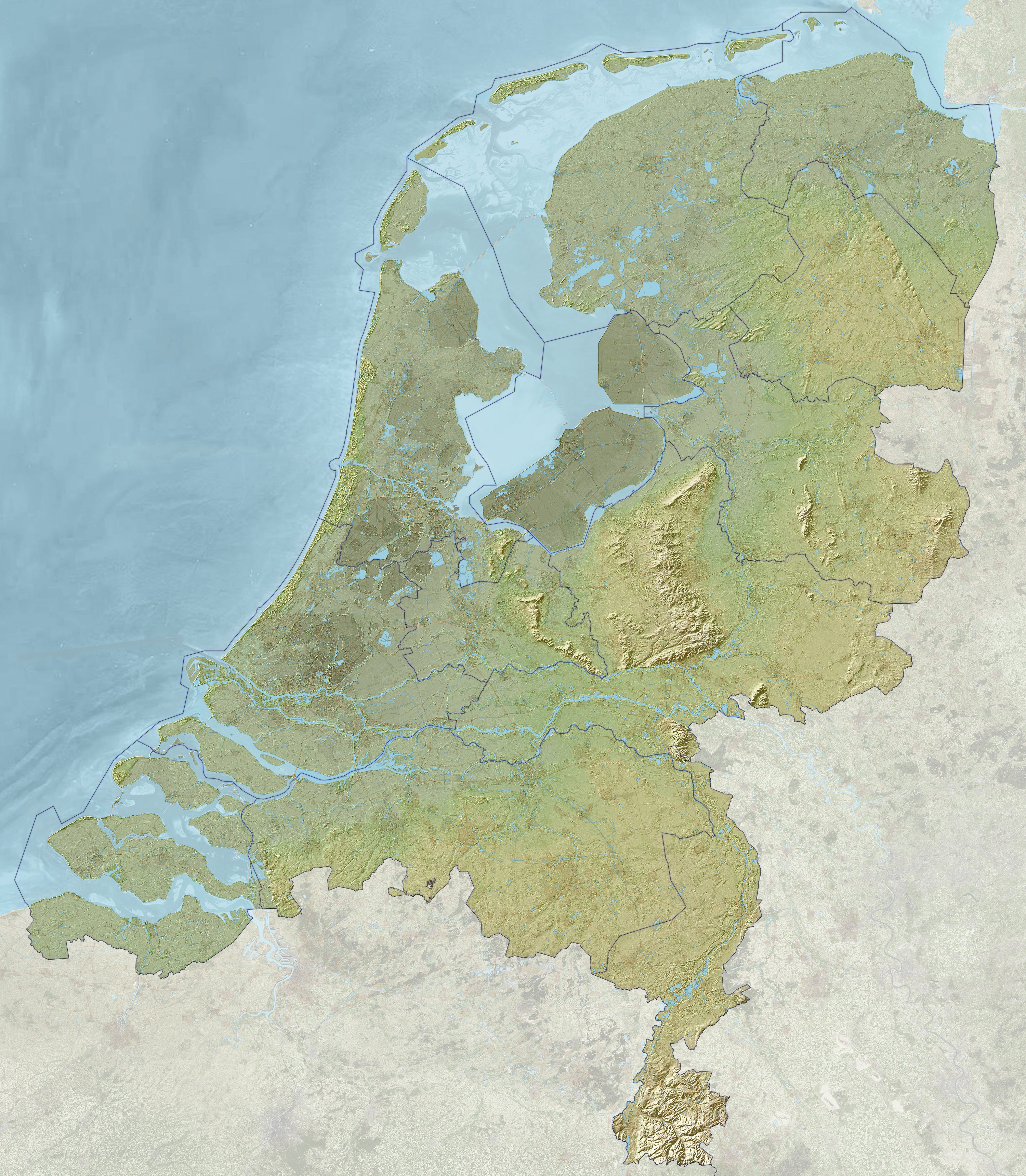
Рельєфна мапа Нідерландів з кордонами провійнцій

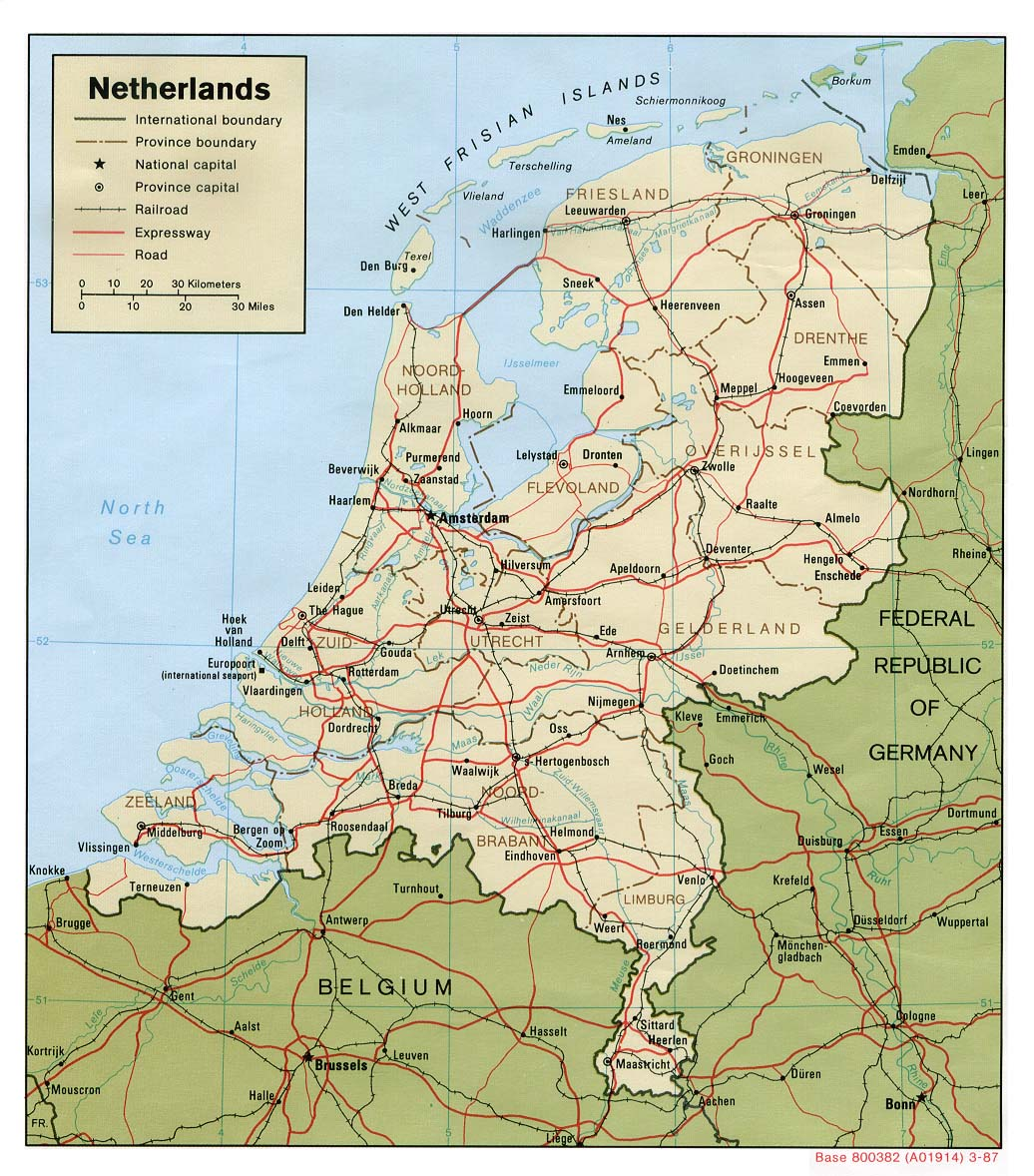
Карта Нідерландів

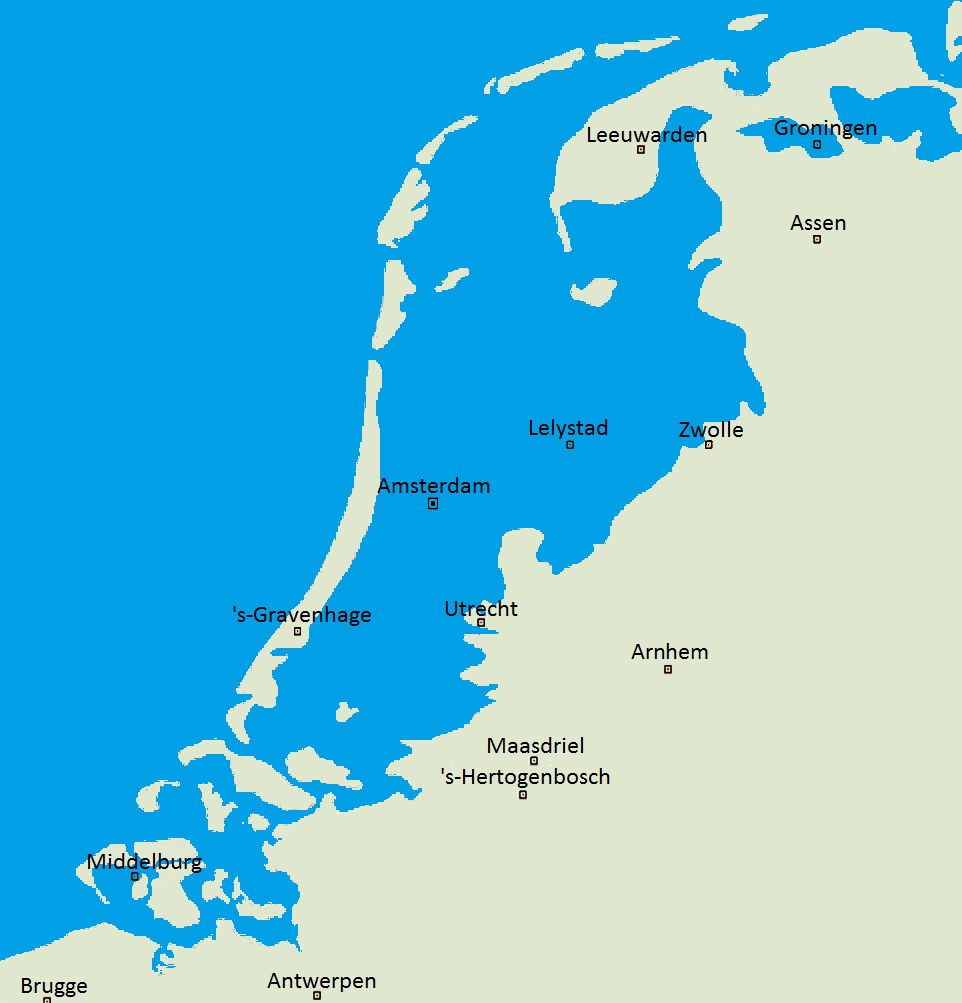
Територія Нідерландів без дюн і дамб (незахищені території показані затопленими)

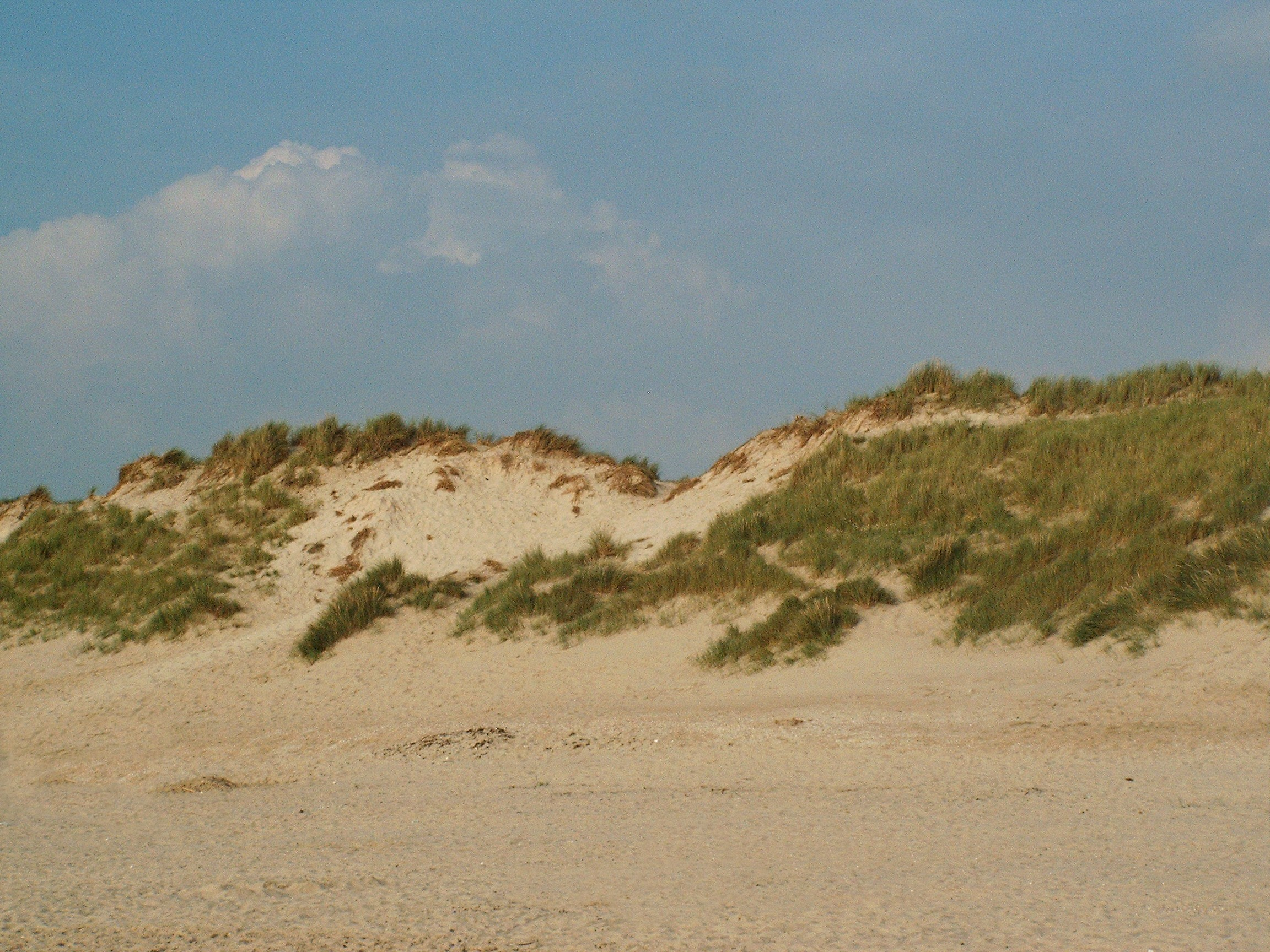
Дюни, які захищають територію Нідерландів від затоплення.

Нідерла́нди (нід. Nederland МФА: [ˈneːdərlɑnt]) — країна на заході Європи на березі Північного моря.

## Рельєф
Поверхня країни – низовина. Вздовж берегів — дюни, вати, марші, польдери (осушені території).
Станом на початок XXI ст. нижче від рівня моря розташовано понад 50 % території держави, включно з майже всіма західними регіонами - від провінції Зеландія на південному заході до провінції Гронінген на північному сході. Більшу їх частину голландці почали відвойовувати біля моря ще у XIII ст. і зуміли перетворити в продуктивні орні угіддя. Ділянки боліт і мілин були обгороджені греблями, вода відкачувалася впродовж століть за допомогою енергії вітряків, а пізніше паровими і електричними насосами.
Рівні великих річок країни в їх нижніх течіях нерідко розташовуються вище навколишніх межиріч, складених пухкими осадами, і природним захистом від повеней є берегові вали, які зміцнюють греблями.
З 1927 року в Нідерландах почалося здійснення великого гідротехнічного проєкту Зьойдерзе з осушення затоки Зейдер-Зе. До 1932 було завершене будівництво основної греблі довжиною 29 км. Насамперед було осушено польдер Вірінгермер (Північна Голландія), потім Урк (нині входить до провінції Флеволанд). Таким же способом були осушені території Східного і Південного Флеволанду. Внаслідок відділення дамбою від моря та витіснення морської води водами річки Ейссел утворилися прісноводні озера Ейсселмер та Маркермер.
Ще один проєкт «Дельта», був реалізований під впливом катастрофічної штормової повені 1953 року. Роботи тривали з 1958 до 1997 року, з метою захисту зовнішніх частин дельти Рейну-Маасу з численним островами від повеней. 
Сьогодні в Нідерландах розглядається проєкт будівництва гребель між Фрізькими островами, які обрамовують північне узбережжя країни. При цьому мілководне Ваттове море (Ваддензе), що тягнеться між цими островами і материком, також буде осушене. У 1990-х роках стратегія гідротехнічних і меліоративних робіт, що нараховували тисячолітню історію, істотно змінилася. Тепер планується перетворити бл. 240 тис. га, або приблизно 1/10 всіх сільськогосподарських угідь країни, в ліси, луги і озера з метою охорони навколишнього середовища.
Значна частина території Нідерландів розташована вище за рівень моря. Це піщані берегові дюни, плоскі і слабкогорбисті рівнини переважно на сході і півдні країни, а також крейдяне плато, розчленоване глибокими річковими долинами, на крайньому південному сході. Тут знаходиться найвища точка країни — гора Валсерберг (321 м над р.м.).

## Річки
Є густа мережа річок, найбільші з яких — Рейн, Маас, Шельда. Озеро-затока — Ейсселмер та ін.

## Клімат
Клімат морський, помірний. Завдяки переважанню західних вітрів, що дують з Північного моря, зимою в Нідерландах звичайно встановлюється м'яка погода, а влітку — прохолодна.